# دیکسون (نیو مکزیکو)
دیکسون (به انگلیسی: Dixon) یک منطقهٔ مسکونی در ایالات متحده آمریکا است که در نیومکزیکو واقع شده‌است. دیکسون ۹۲۶ نفر جمعیت دارد و ۱٬۸۳۷٫۳۶ متر بالاتر از سطح دریا واقع شده‌است.